# Wilfried Datler
Wilfried Datler (* 1957 in Hollabrunn) ist ein österreichischer Erziehungswissenschaftler und Hochschullehrer.

## Leben
Datler legte 1975 die Matura am Bundesgymnasium Hollabrunn ab. Im selben Jahr begann Datler ein Studium der Pädagogik, Psychologie und Kunstgeschichte, das er an der Universität Wien 1981 mit der Promotion abschloss. Die Dissertation beschäftigte sich mit Überlegungen zur Legitimation wie Systematik psychoanalytischer Pädagogik. Im Anschluss war er als Universitätsassistent am Institut für Erziehungswissenschaften der Universität Wien tätig. Von 1986 bis 1987 leistete Datler seinen Zivildienst ab. Im Jahr 1995 erfolgte die Habilitation für Pädagogik unter besonderer Berücksichtigung von Psychoanalytischer Pädagogik, Sozialpädagogik sowie Sonder- und Heilpädagogik an der Universität Wien. 1997 wurde Datler dort zum außerordentlichen Professor am Institut für Erziehungswissenschaften ernannt. 2011 folgte die Ernennung zum Universitätsprofessor.
Datler ist Mitglied in der Deutschen Gesellschaft für Erziehungswissenschaft und seit 1992 Mitherausgeber und Schriftleiter des Jahrbuchs für Psychoanalytische Pädagogik. Zudem ist er seit 2014 Mitglied des wissenschaftlichen Beirats der Zeitschrift für Individualpsychologie.

## Schriften (Auswahl)
- Interdisziplinäre Aspekte der Sonder- und Heilpädagogik. Sonder- und Heilpädagogik in Auseinandersetzung mit Pädagogik, Tiefenpsychologie, Psychotherapie und Kommunikationstheorie, E. Reinhardt, München/Basel 1984, ISBN 978-3-497-01079-0.
- Bilden und Heilen. Auf dem Weg zu einer pädagogischen Theorie psychoanalytischer Praxis; zugleich ein Beitrag zur Diskussion um das Verhältnis zwischen Psychotherapie und Pädagogik (Zugl.: Wien, Univ., Habil.-Schr., 1994), Matthias-Grünewald-Verlag, Mainz 1995, ISBN 978-3-7867-1841-3.